# Highlanders (Seaforth, Gordons and Camerons)

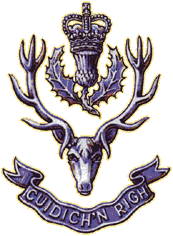
Mützenabzeichen der Highlanders (Seaforth, Gordons and Camerons)

Tactical Recognition Flash der Highlanders (Seaforth, Gordons and Camerons)

The Highlanders (Seaforth, Gordons and Camerons) war ein schottisches Infanterie-Regiment der britischen Armee, das von 1994 bis 2006 bestand.

## Geschichte
Das Regiment entstand am 17. September 1994 durch den Zusammenschluss der Queen’s Own Highlanders (Seaforth and Camerons) und der Gordon Highlanders. Das Regiment bestand aus einem regulären Bataillon und führte die Traditionen seiner Vorgängerregimenter, einschließlich deren Battle Honours, weiter. Das Regiment hatte sein Hauptquartier in Inverness sowie eine Niederlassung in Aberdeen.
1995 wurde das Regiment für zwei Jahre zu Sicherheitsaufgaben nach Nordirland entsandt. Es folgte ein langer Einsatz im Inland, der nur durch Trainingsübungen in Nordamerika (1998–1999) und Garnisonsaufgaben einer Kompanie auf den Falklandinseln (2000) unterbrochen wurde. Von 2002 bis 2003 wurden die Highlanders zu Friedenssicherungsaufgaben in den Kosovo und dann nach Bosnien entsandt. 2004 schloss sich das Regiment dann der Garnison Bergen-Hohne in Deutschland an. Von dort aus unternahm es von 2005 bis 2006 einen sechsmonatigen Einsatz im Irak.
Am 28. März 2006 wurde das Regiment mit den schottischen Regimentern The Royal Scots, The Royal Highland Fusiliers (Princess Margaret’s Own Glasgow and Ayrshire Regiment), The Black Watch (Royal Highland Regiment), The King’s Own Scottish Borderers und The Argyll and Sutherland Highlanders (Princess Louise’s), zum Royal Regiment of Scotland zusammengeschlossen. Das heutige 4. Bataillon des Royal Regiment of Scotland führt die Tradition der Highlanders weiter.

## Colonels
Colonel-in-Chief waren:
- 1994–2006: Lieutenant-General Prince Charles, Duke of Rothesay
- 2006–2006: Field Marshal Prince Philip, Duke of Edinburgh

Colonel of the Regiment waren:
- 1994–2001: General Sir Jeremy John George Mackenzie
- 2001–2006: Brigadier Hugh Brisbane Henry Ewart Monro